# Hallaquita
 (décembre 2023).
 (décembre 2023).
 (décembre 2023).
La hallaquita est une spécialité culinaire du Vénézuela. Il s'agit d'une pâte de maïs, parfois mélangée avec des chicharrones, du porc ou du bœuf, et enveloppée dans une feuille de maïs ou de bananier. Il s'agit d'un des plats d'accompagnement les plus communs de la gastronomie vénézuélienne. Elle se consomme généralement avec du poulet rôti ou de la viande rôtie au gril.

## Étymologie
Le nom de la hallaquita provient de la hallaca, un plat de Noël qui se cuit également enveloppé dans des feuilles de bananier.

## Préparation
Elle se prépare avec une pâte de farine de maïs précuite à laquelle l'on ajoute de l'huile végétale ou du saindoux pour la rendre plus moelleuse. Elle est ensuite enveloppée dans une feuille de maïs ou de bananier, et attachée avec des bandes faites avec cette même feuille ou un élastique. Enfin elle est immergée dans une grande quantité d'eau bouillante. La cuisson dure 20 à 25 minutes.

## Variantes
- Hallaquita de chicharron: des chicharrones sont mélangés avec la pâte.
- Hallaquita assaisonnée: une sauce composée de tomates, de poivrons, d'oignons et d'ail est mélangée à la pâte.
- Hallaquita de jojoto: la pâte est faite avec du maïs tendre.

## Culture populaire
Il existe une expression très populaire parmi les Vénézuéliens qui dit : "on dirait à une hallaquita mal attachée", ce qui dénote le fait qu'une personne s'habille avec des vêtements d'une taille plus petite que la sienne.[réf. nécessaire]